# Iago Sampaio Silva
Iago Sampaio Silva (Rio de Janeiro, 21 maggio 1995) è un calciatore brasiliano, centrocampista svincolato.

## Caratteristiche tecniche
È un esterno sinistro.

## Carriera
Cresciuto nel settore giovanile del Grêmio, ha esordito in prima squadra il 12 marzo 2016 in occasione del match di Campionato Gaúcho vinto 3-1 contro il Cruzeiro-RS.